# Prismes basaltiques de Santa María Regla
Les prismes basaltiques de Santa María Regla sont des formations rocheuses situées dans l'État d'Hidalgo, à proximité de Huasca de Ocampo (Mexique). Ces orgues volcaniques résultent du refroidissement lent de la lave depuis plusieurs millions d'années, formant ainsi des colonnes de basalte de forme hexagonale, certaines en position verticale, d'autres horizontale. 
Ces formations, sur la paroi du canyon de Alcholoya, voient chuter l'eau provenant du barrage de San Antonio Regla (ancienne Hacienda San Miguel Regla) sur une succession de cascades pour une hauteur d'une trentaine de mètres.

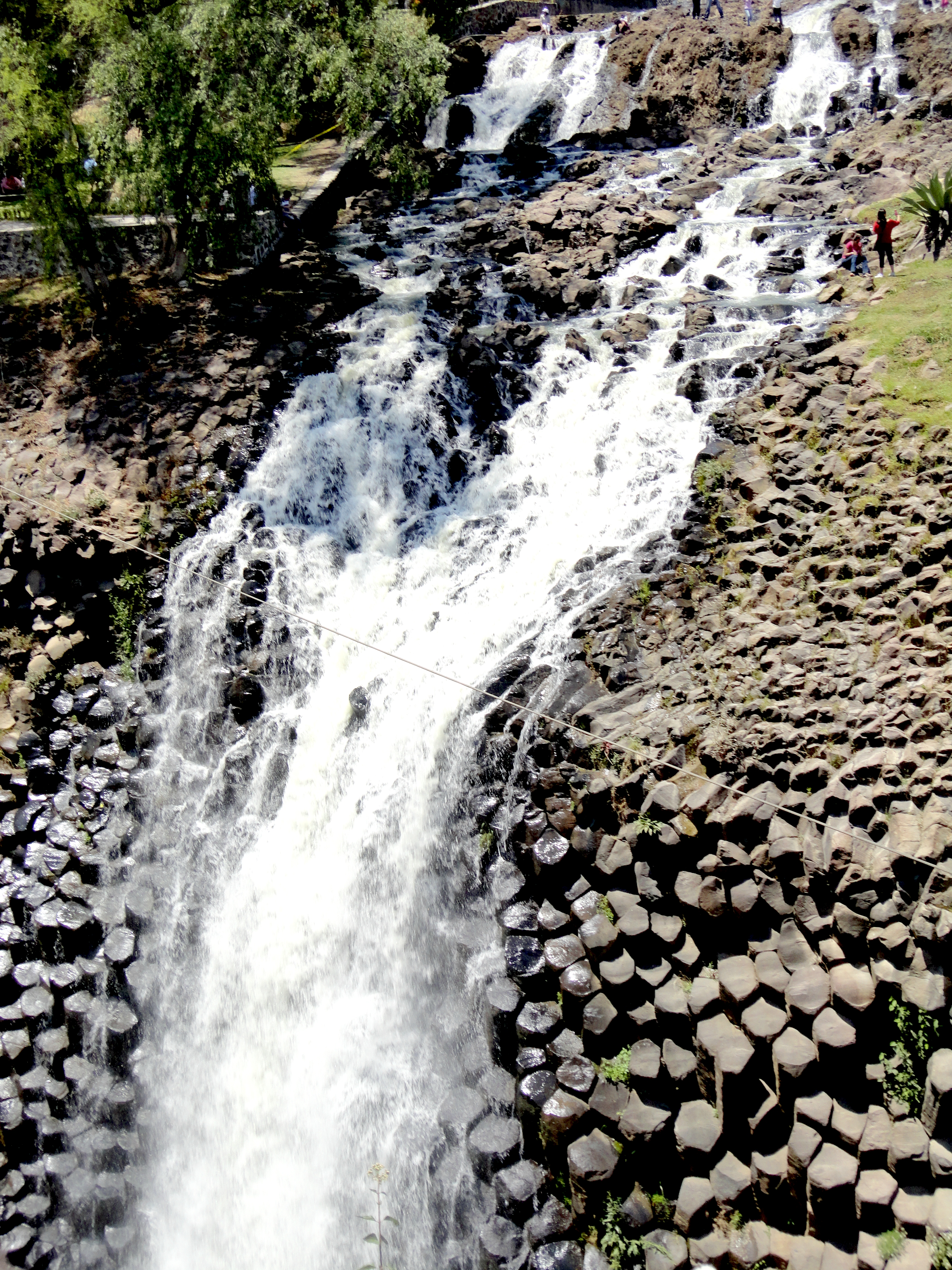
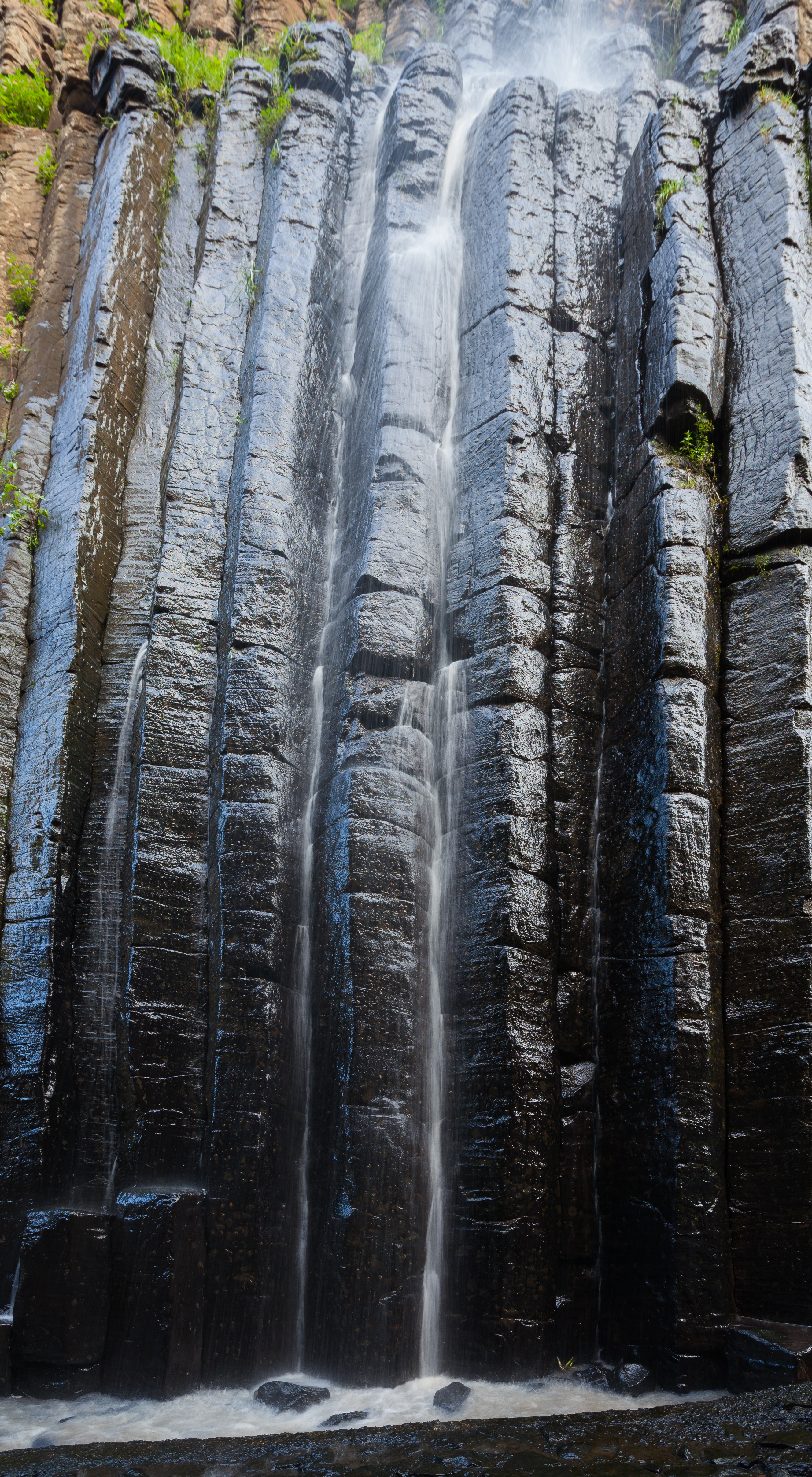
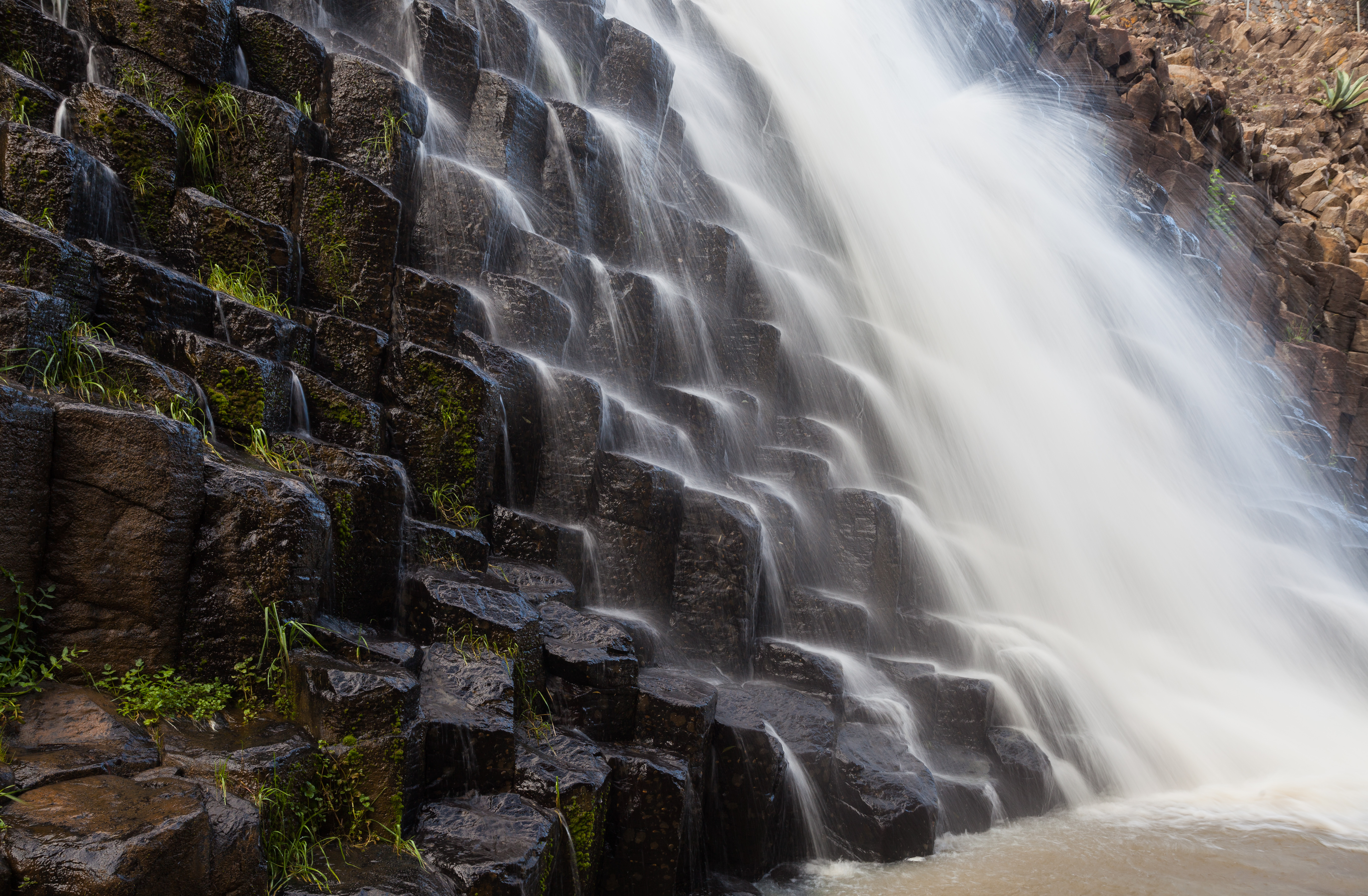
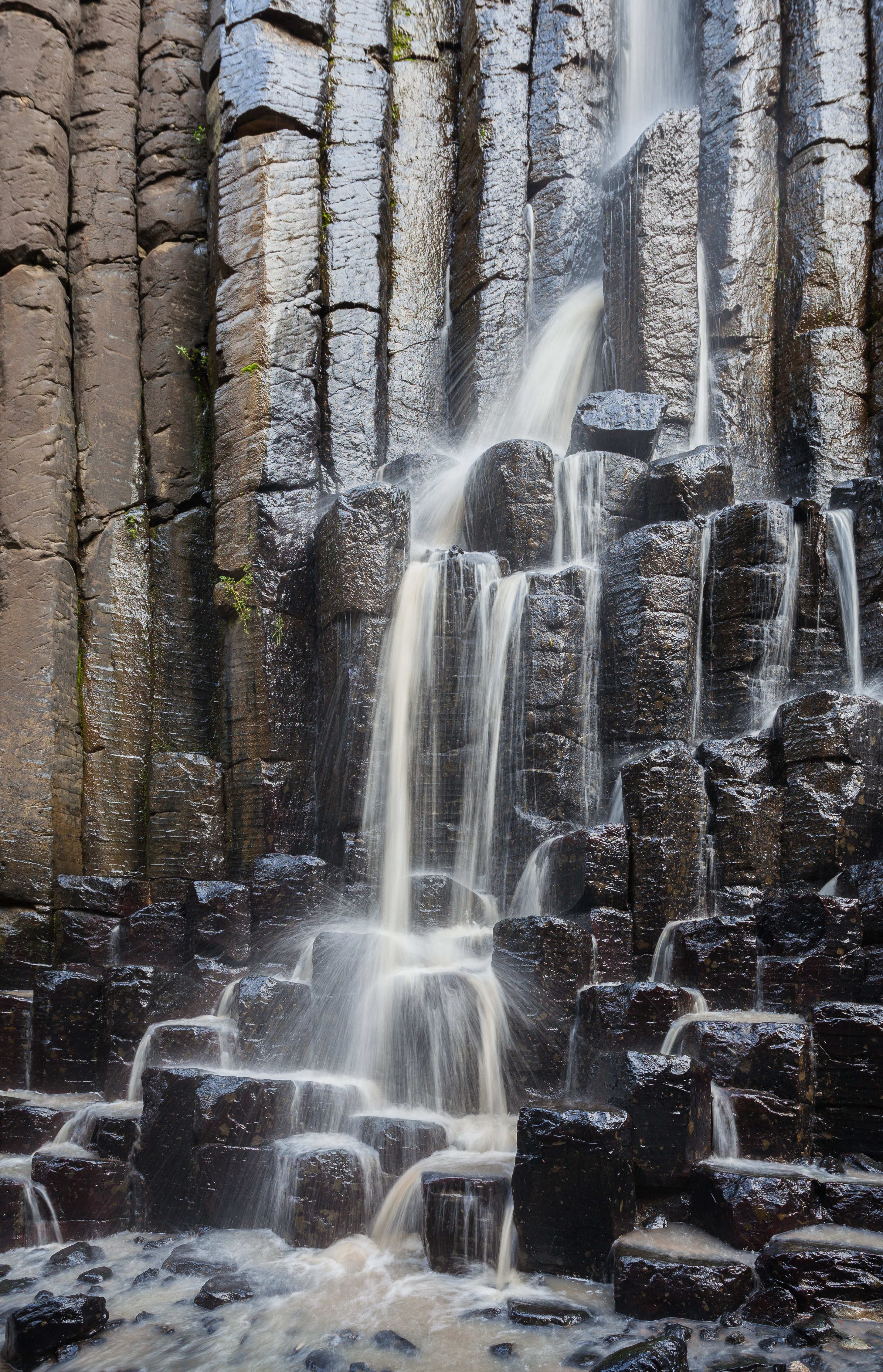